# Tiago Camilo
Tiago Henrique de Oliveira Camilo (ur. 24 maja 1982 w São Paulo) – brazylijski judoka, srebrny i brązowy medalista olimpijski, mistrz świata.
Startuje w kategorii do 81 kg. Jego największym osiągnięciem jest srebrny medal igrzysk olimpijskich w Sydney. Startował wówczas w kategorii do 73 kg, przegrywając w finałowym pojedynku z zawodnikiem włoskim Giuseppe Maddalonim.
Złoty medalista mistrzostw świata w Rio de Janeiro (2007). W walce o złoto pokonał Francuza Anthony Rodrigueza.

## Osiągnięcia

### Igrzyska olimpijskie
| Igrzyska olimpijskie | Data             | Kategoria | Miejsce |
| -------------------- | ---------------- | --------- | ------- |
| Sydney 2000          | 18 września 2000 | do 73 kg  |         |
| Pekin 2008           | 12 sierpnia 2008 | do 81 kg  |         |

### Mistrzostwa świata
- 2007 Rio de Janeiro -  złoto - do 81 kg